# 深圳大学材料学院
深圳大学材料学院成立于2006年，前身为深圳大学理学院材料科学与工程系（成立于1998年）。

## 历史沿革
- 1998年，深圳大学在理学院建立材料科学与工程系，并招收材料科学与工程本科专业首届学生[1]。
- 2003年，获批材料物理与化学二级学科硕士点。
- 2006年，经学科和院系调整，深圳大学材料学院在原理学院材料科学与工程系基础上成立[2]。
- 2010年，获批材料科学与工程一级学科硕士点及高分子材料与工程本科专业[3]。
- 2011年，获批材料工程专业硕士点。
- 2016年，材料学院整体进入一本招生[4]；11月，材料科学成为深圳大学第三个进入ESI排名全球前1%行列的学科[5]。
- 2017年，2月，深圳大学西丽校区正式启用，材料学院整体搬迁至西丽校区[6]。
- 2020年，9月，陈光明教授当选俄罗斯自然科学院（英语：Russian Academy of Natural Sciences）外籍院士[7]。
- 2022年，7月，材料科学成为深圳大学第二个进入ESI排名全球前1‰行列的学科[8]。
- 2023年，6月，高分子材料与工程本科专业通过国家工程教育专业认证[9]。
- 2024年，9月，获批材料科学与工程一级学科博士点[10]。

## 管理团队
| 院长 - 彭孝军 | 执行院长 - 王雷 | 党委书记 - 吕茜 |

| 副院长 - 朱德亮 | 副院长 - 陈小强 | 副院长 - 王东 | 副院长 - 胡利鹏 | 党委副书记 - 李小平 |

## 专业设置
| 学系               | 本科专业                                                               | 硕士专业                                        | 博士专业                   |
| ------------------ | ---------------------------------------------------------------------- | ----------------------------------------------- | -------------------------- |
| 材料科学与工程系   | 材料科学与工程 - 材料科学与工程 - 新能源材料与器件特色班（创新班）     | 材料科学与工程（学术学位） 材料工程（专业学位） | 材料科学与工程（学术学位） |
| 高分子材料与工程系 | 高分子材料与工程 - 高分子材料与工程 - 高分子材料与工程英材班（创新班） | 材料科学与工程（学术学位） 材料工程（专业学位） | 材料科学与工程（学术学位） |

## 组织机构

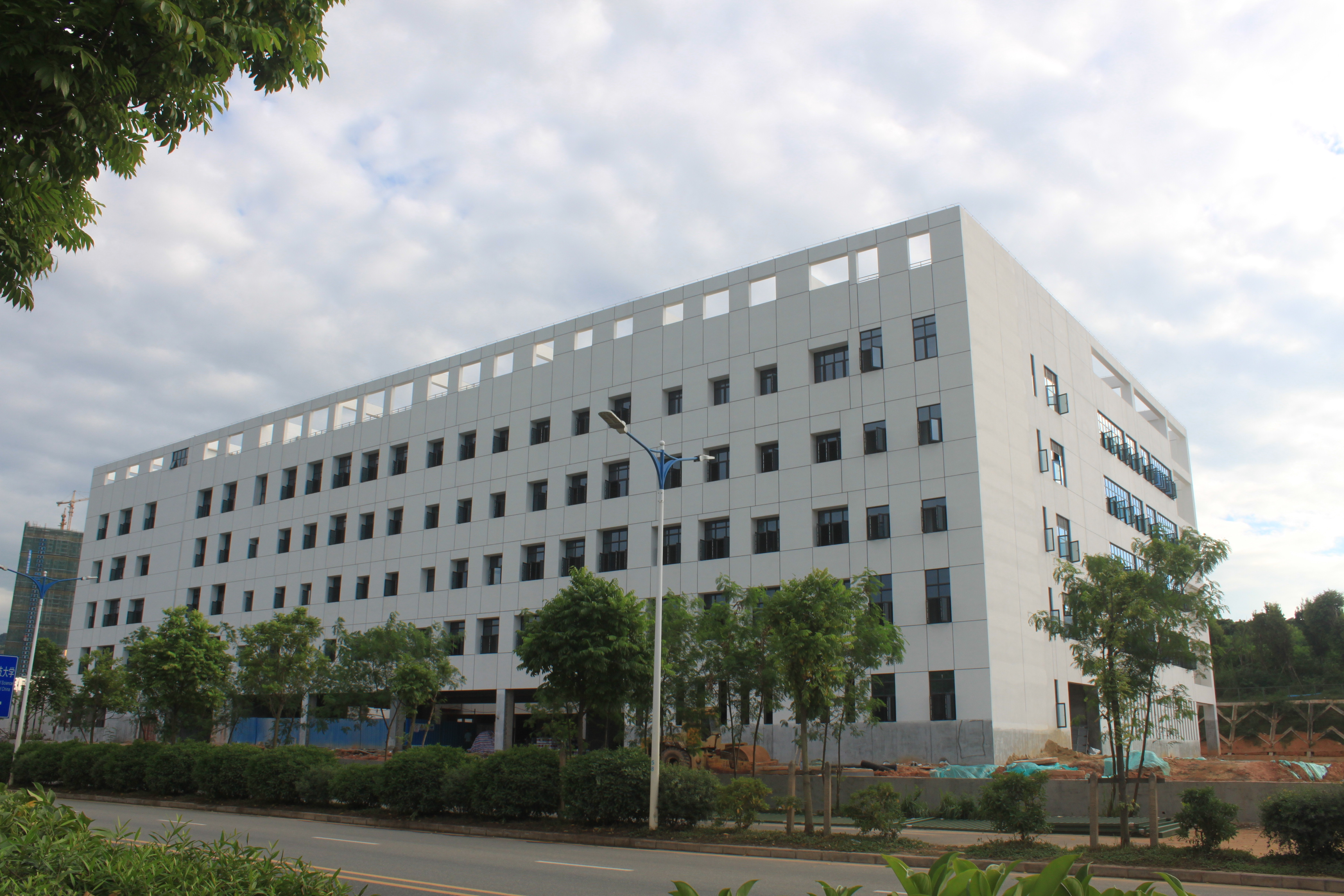
深圳大学材料学院位于深圳大学丽湖校区B3楼

### 学系
- 材料科学与工程系
- 高分子材料与工程系

### 科研平台
- 广东省功能材料界面工程技术研究中心
- 深圳市特种功能材料重点实验室
- 深圳陶瓷先进技术工程实验室
- 深圳市高分子材料及制造技术重点实验室
- 深圳市新型信息显示与存储材料重点实验室
- 深圳市能源电催化材料重点实验室

### 院委员会
- 教授委员会
- 人力资源工作委员会
- 教学指导分委员会
- 学位评定分委员会
- 本科毕业生就业工作领导小组

## 知名学者
- 彭孝军：中国科学院院士，大连理工大学教授，深圳大学材料学院院长、特聘教授[11]。
- 骆静利：加拿大工程院院士，加拿大阿尔伯塔大学教授，深圳大学特聘教授。
- 陈光明：俄罗斯自然科学院（英语：Russian Academy of Natural Sciences）外籍院士，英国皇家化学会会士，深圳大学特聘教授[7]。
- 杨楚罗：国家杰出青年科学基金获得者，深圳大学特聘教授，曾任武汉大学教授[12]。